# Шарлотта Гессен-Дармштадтская (1755—1785)
Шарлотта Вильгельмина Кристиана Мария Гессен-Дармштадтская (нем. Charlotte Wilhelmine Christiane Marie von Hessen-Darmstadt; 5 ноября 1755, Дармштадт — 12 декабря 1785, Ганновер) — принцесса Гессен-Дармштадтская, в замужестве герцогиня Мекленбург-Стрелицкая.

## Биография
Шарлотта — дочь принца Георга Вильгельма Гессен-Дармштадтского и его супруги Марии Луизы Альбертины Лейнинген-Дагсбург-Фалькенбургской, дочери графа Кристиана Карла Рейнхарда Лейнинген-Дагсбургского.
Шарлотта была обручена с наследным принцем Петром Фридрихом Вильгельмом Ольденбургским, но помолвка была разорвана вследствие начавшейся у Петра душевной болезни.
28 сентября 1784 года в Дармштадте Шарлотта вышла замуж за Карла Мекленбург-Стрелицкого (будущего герцога Мекленбург-Стрелицкого). До этого Карл был женат на старшей сестре Шарлотты Фридерике, умершей вскоре после родов, и для пяти своих племянников Шарлотта стала приёмной матерью.
Супруги проживали в Ганновере, где Карл служил губернатором короля Георга III. Шарлотта умерла при родах своего единственного ребёнка спустя один год после заключения брака. После этих событий Карл оставил свою службу в Ганновере и переехал к матери Шарлотты в Дармштадт, передав ей на попечение детей.

## Потомки
Единственный ребёнок, родившийся в браке с Карлом Мекленбург-Стрелицким:
- Карл (30 ноября 1785 — 21 сентября 1837), впоследствии генерал и президент государственного совета Пруссии.